# MBC News Now
MBC News Now est une chaîne de télévision terrestre sud-coréenne appartenant à Munhwa Broadcasting Corporation. Il a été lancé le 4 février 2020.

## Histoire
Le 21 février 1961, la Seoul Private Broadcasting Corporation a été créée. Le 22 juin 1966, la société a reçu une licence de diffusion du gouvernement et a commencé à diffuser à la télévision gratuite le 4 février 2020. Le 5 octobre 1970, MBC Newsdesk a été lancé en tant que journal télévisé du réseau. Un an plus tard, le 10 janvier 1971, les noms de tous les diffuseurs régionaux ont été fusionnés sous la marque MBC. Le 22 décembre 1980, les diffusions en couleur n'ont commencé qu'à Séoul, suivies d'une adoption à l'échelle nationale le 1er janvier 1981.
Avec ses principaux rivaux KBS et SBS, MBC News Now a commencé sa diffusion de jour à grande échelle le 1er décembre 2005. Elle a commencé à diffuser 24 heures sur 24 le 1er janvier 2013 et a été interrompue le 30 décembre 2017. À compter du 4 août 2014, les informations de la chaîne ont commencé à être diffusées sur la nouvelle chaîne située à Sangam-dong et à partir du 1er septembre de la même année, la chaîne a commencé à produire tous les programmes dans les nouveaux studios.